# 제3차 이토 내각
제3차 이토 내각(일본어: 第3次伊藤内閣)은 원로 이토 히로부미가 제7대 내각총리대신으로 임명되어, 1898년 1월 12일부터 1898년 6월 30일까지 존재한 일본의 내각이다.

## 재직 일수
- 1898년(메이지 31년) 1월 12일 ~ 1898년 6월 30일
- 재직 일수 : 170일

## 개요
지세 증징을 목표로 중의원을 해산하였으나 정국 운영에 자신감을 잃은 전 내각총리대신 마쓰카타 마사요시를 대신하여 이토 히로부미가 조각하였다. 하지만 지조 증징에 반대하는 진보당과 자유당의 협력을 얻지 못했기 때문에 문부·농상무·체신대신을 이토 히로부미계 관료가, 내무·사법·육군대신을 야마가타 아리토모계가 차지하는 초연 내각을 만들 수밖에 없었다.
제5회 중의원 의원 총선거에서 자유와 진보 양당이 압승하자 이토 히로부미는 선거로부터 불과 3개월 만에 다시 중의원을 해산하였다. 하지만 이에 대항하여 진보당과 자유당이 합동하여 헌정당을 결성하고 귀족원도 정권에 비협조적인 태도를 취하였기 때문에 이토는 야마가타 아리토모 등의 반대를 무릅쓰고 헌정회의 오쿠마 시게노부, 이타가키 다이스케를 후임으로 하도록 상주하고 내각을 총사직하였다.

## 인사

### 국무대신
| 출신번벌 : 공가 사쓰마번 조슈번 도사번 비젠 번 기타 번 막신 |

| 직책         | 대수 | 성명              | 성명 | 출신                                          | 취임일          | 퇴임일          | 비고 |
| ------------ | ---- | ----------------- | ---- | --------------------------------------------- | --------------- | --------------- | ---- |
| 내각총리대신 | 7    | 이토 히로부미     |      | 조슈번 백작                                   | 1898년 1월 12일 | 1898년 6월 30일 |      |
| 외무대신     | 12   | 니시 도쿠지로     |      | 사쓰마번 남작                                 | 1898년 1월 12일 | 1898년 6월 30일 |      |
| 내무대신     | 16   | 요시카와 아키마사 |      | 도쿠시마번 자작                               | 1898년 1월 12일 | 1898년 6월 30일 |      |
| 대장대신     | 9    | 이노우에 가오루   |      | 조슈 번 백작                                  | 1898년 1월 12일 | 1898년 6월 30일 |      |
| 육군대신     | 9    | 가쓰라 다로       |      | 조슈 번 자작 (육군중장→) 육군대장             | 1898년 1월 12일 | 1898년 6월 30일 |      |
| 해군대신     | 9    | 사이고 도시미치   |      | 사쓰마 번 국민협회회두 백작 해군대장 육군중장 | 1898년 1월 12일 | 1898년 6월 30일 |      |
| 사법대신     | 11   | 소네 아라스케     |      | 조슈 번                                       | 1898년 1월 12일 | 1898년 6월 30일 |      |
| 문부대신     | 14   | 사이온지 긴모치   |      | 공가 귀족원 후작                              | 1898년 1월 12일 | 1898년 4월 30일 |      |
| 문부대신     | 15   | 도야마 마사카즈   |      | 막신 귀족원                                   | 1898년 4월 30일 | 1898년 6월 30일 |      |
| 농상무대신   | 13   | 이토 미요지       |      | 히젠국 남작                                   | 1898년 1월 12일 | 1898년 4월 26일 |      |
| 농상무대신   | 14   | 가네코 겐타로     |      | 후쿠오카번 귀족원 남작                        | 1898년 4월 26일 | 1898년 6월 30일 |      |
| 체신대신     | 11   | 스에마쓰 노리즈미 |      | 부젠국 남작                                   | 1898년 1월 12일 | 1898년 6월 30일 |      |
| 반열         | -    | 구로다 기요타카   |      | 사쓰마 번 백작 육군중장                       | 1898년 1월 12일 | 1898년 6월 27일 |      |

### 기타
| 출신번벌 : 사쓰마번 기타 번 |

| 직책         | 대수 | 성명                | 성명 | 출신            | 취임일          | 퇴임일          | 비고              |
| ------------ | ---- | ------------------- | ---- | --------------- | --------------- | --------------- | ----------------- |
| 내각서기관장 | 8    | 사메지마 다케노스케 |      | 사쓰마번 귀족원 | 1898년 1월 12일 | 1898년 6월 30일 |                   |
| 법제국장관   | 6    | 우메 겐지로         |      | 마쓰에번        | 1898년 1월 12일 | 1898년 6월 30일 | 내각은급국장 겸임 |